# Gabon zászlaja
Gabon zászlaja három színből áll: zöld, sárga és kék.
A zászlóterv Gabon földrajzi jellegzetességein alapul. A zöld (az erdők) és a kék (az Atlanti-óceán) között a sárga színű sáv az Egyenlítőre és az örökös napsütésre utal.
A zászlót először 1960. augusztus 9-én vonták fel.